# 明斯特勒爾角
明斯特勒爾角（英語：Minstrel Point），是南極洲的海岬，位於南設得蘭群島的象島西岸，處於林賽角和耶爾喬角之間，由英國探險隊命名，現時由南極條約體系管理。